# Chaenorhinum calycinum
Chaenorhinum calycinum là một loài thực vật có hoa trong họ Mã đề. Loài này được Joseph Banks và Daniel Solander mô tả khoa học đầu tiên năm 1794 dưới danh pháp Antirrhinum calycinum. Năm 1978 Peter Hadland Davis chuyển nó sang chi Chaenorhinum. Đôi khi người ta tách nó riêng ra thành loài của chi Hueblia.

## Phân bố
Loài này có tại Iran, Iraq, Kazakhstan, Liban, Syria, Palestine, Saudi Arabia, Transkavkaz, Thổ Nhĩ Kỳ.